# Tuhelj
Tuhelj je naselje na Hrvaškem, ki je središče občine Tuhelj Krapinsko-zagorske županije.

## Zgodovina
V naselju stoji v 14. stoletju postavljena enoladijska poznogotska župnijska cerkev Uznesenja Blažene Djevice Marije. V listinah se kraj prvič omenja 21. oktobra 1402 v razsodbi apostolskega sodišča v Rimu, v kateri sodnik navaja, da v Tuhlju stoji župnijska cerkev, ki ima zvonik, zvon, krstilnico in pokopališče. Med cerkvenim interiêrjem izstopata poznogotski kip Majke Božje Tuheljske ter na enem od notranjih zidov velik križ s podobo Jezusa Kristusa, darilom akademskega kiparja Antuna Augustinčića svojemu prijatelju župniku Marcelu Novaku.

## Demografija
| Pregled števila prebivalcev po letih | Pregled števila prebivalcev po letih | Pregled števila prebivalcev po letih | Pregled števila prebivalcev po letih | Pregled števila prebivalcev po letih | Pregled števila prebivalcev po letih | Pregled števila prebivalcev po letih | Pregled števila prebivalcev po letih | Pregled števila prebivalcev po letih | Pregled števila prebivalcev po letih | Pregled števila prebivalcev po letih | Pregled števila prebivalcev po letih | Pregled števila prebivalcev po letih | Pregled števila prebivalcev po letih | Pregled števila prebivalcev po letih |
| ------------------------------------ | ------------------------------------ | ------------------------------------ | ------------------------------------ | ------------------------------------ | ------------------------------------ | ------------------------------------ | ------------------------------------ | ------------------------------------ | ------------------------------------ | ------------------------------------ | ------------------------------------ | ------------------------------------ | ------------------------------------ | ------------------------------------ |
| 1857                                 | 1869                                 | 1880                                 | 1890                                 | 1900                                 | 1910                                 | 1921                                 | 1931                                 | 1948                                 | 1953                                 | 1961                                 | 1971                                 | 1981                                 | 1991                                 | 2001                                 |
| 176                                  | 225                                  | 229                                  | 267                                  | 277                                  | 284                                  | 262                                  | 289                                  | 267                                  | 256                                  | 240                                  | 233                                  | 216                                  | 228                                  | 216                                  |